# Nouâtre
Nouâtre is een gemeente in het Franse departement Indre-et-Loire (regio Centre-Val de Loire) en telt 761 inwoners (2004). De plaats maakt deel uit van het arrondissement Chinon.

## Geografie
De oppervlakte van Nouâtre bedraagt 9,7 km², de bevolkingsdichtheid is 78,5 inwoners per km².
De onderstaande kaart toont de ligging van Nouâtre met de belangrijkste infrastructuur en aangrenzende gemeenten.

## Demografie
Onderstaande figuur toont het verloop van het inwonertal (bron: INSEE-tellingen).